# José Félix Tezanos
José Félix Tezanos Tortajada (Santander, 5 de agosto de 1946) es un político, sociólogo, escritor y profesor español, presidente del Centro de Investigaciones Sociológicas (CIS) desde 2018.

## Biografía
Nacido el 5 de agosto de 1946 en la ciudad de Santander, se doctoró en Ciencias Políticas y Sociología por la Universidad Complutense de Madrid (UCM). Afiliado al Partido Socialista Obrero Español (PSOE) en 1973, estuvo vinculado a la facción guerrista del partido.
Ha desempeñado la cátedra de Sociología en la Universidad de Santiago de Compostela (USC) y en la Universidad Nacional de Educación a Distancia (UNED), donde fundó y puso en marcha la Facultad de Ciencias Políticas y Sociología, de la que fue el primer Decano. Antes enseñó en la Facultad de Ciencias Políticas y Sociología de la Universidad Complutense (entre 1974-1986).
Es presidente de la Fundación Sistema, que fundó en 1981 y desde la que viene animando diferentes foros e investigaciones sobre Tendencias Políticas y Sociales. Es Director del mensual Temas para el Debate y de la revista académica Sistema.
En el trigésimo primer Congreso Federal del PSOE fue elegido Secretario de Formación (enero de 1988), siendo reelegido para dicha responsabilidad en el trigésimo segundo Congreso Federal (diciembre de 1990), en sendas Comisiones Ejecutivas encabezadas por Felipe González. También fue miembro del Comité Federal del PSOE (1994-1997) y del Comité Regional del PSOE de Madrid (desde 1980 a 1984).
A raíz de la celebración del trigésimo noveno Congreso del PSOE en 2017 fue incluido dentro de la Comisión Ejecutiva Federal de Pedro Sánchez como secretario de Estudios y Programas.
En julio de 2018 solicitó la suspensión de sus funciones dentro de la Comisión Ejecutiva Federal del PSOE para centrarse en su nueva responsabilidad como presidente del Centro de Investigaciones Sociológicas (CIS).
En agosto de 2021 el Juzgado de Instrucción Número 29 de Madrid admitió a trámite la querella interpuesta por el partido político Vox contra José Félix Tezanos, al considerar que se «presentan características que hacen presumir la posible existencia de delito/s de malversación de caudales públicos» en favor del PSOE, partido en el que militaba. La querella fue archivada posteriormente por la Audiencia Provincial de Madrid al no apreciar «apariencia de delito» y considerar que se trataba de una cuestión política «ajena al derecho penal».

## Obras
- —(1968). El bachillerato ¿para qué? Encuesta sobre problemas de la enseñanza media. Madrid: Edicusa.
- —(1973). Las nuevas clases medias. Conflicto y conciencia de clase entre los empleados de Banca (junto con J. López, J.L. Rodríguez y R. Domínguez). Madrid: Edicusa.
- —(1975). Estructura de clases en la España actual. Madrid: Edicusa.
- —(1977). Alienación, dialéctica y libertad. Valencia: Fernando Torres.
- —(1977). La cuestión regional española (junto con Salustiano del Campo y Manuel Navarro). Madrid: Edicusa.
- —(1978). Estructura de clases y conflictos de poder en la España postfranquista. Madrid: Edicusa.
- —(1982). ¿Crisis de la conciencia obrera?. Madrid: Mezquita.
- —(1983). Sociología del socialismo español. Madrid: Tecnos.
- —(1987). La vivienda en la Comunidad Valenciana (junto con Manuel Navarro y J.M. Bernabé). Valencia: Generalitat Valenciana.
- —(1987). La explicación sociológica (2ª edición revisada y ampliada de 1996). Madrid: UNED.
- —(1987). La democratización del trabajo. Madrid: Editorial Sistema.
- —(1988). Los trabajadores industriales ante las nuevas tecnologías (junto con Antonio Santos). Madrid: CIS.
- —(1988). La sociedad española en transformación. Madrid: Editorial siglo XXI. Programa 2000.
- —(1989). La transición democrática española (junto a Andrés de Blas y Ramón Cotarelo). Madrid: Editorial Sistema.
- —(1991). Guía didáctica de Sociología (junto con Fernando Reinares). Madrid: UNED.
- —(1992). La década del cambio (junto a Alfonso Guerra). Madrid: Editorial Sistema.
- —(1992). Escritos de Teoría Sociológica. Homenaje a Luis Rodríguez Zúñiga (junto con Carlos Moya, Alfonso Pérez Agote y Juan Salcedo). Madrid: CIS.
- —(1994). Historia Ilustrada del Socialismo Español. Madrid: Editorial Sistema.
- —(1994). La Socialdemocracia ante la economía de los años ochenta (ed.). Madrid: Editorial Sistema.
- —(1996). La democracia post-liberal (ed.). Madrid: Editorial Sistema.
- —(1997). Ciencia, tecnología y sociedad (ed.). Madrid: Editorial Sistema.
- —(1997). Tendencias de futuro en la sociedad española (ed.). Madrid: Editorial Sistema.
- —(1997). Tendencias en estratificación y desigualdad social en España. Madrid: Editorial Sistema.
- —(1998). Tendencias en exclusión social en las sociedades tecnológicas. El caso español. Madrid: Editorial Sistema.
- —(1998). Tendencias de dualización y exclusión social en las sociedades avanzadas. Un marco para el análisis. Madrid: UNED.
- —(1998). Tecnología y sociedad en el nuevo siglo. Madrid: Editorial Sistema.
- —(1999). Tendencias en desigualdad y exclusión social (ed.). Madrid: Editorial Sistema.
- —(2000). Escenarios del nuevo siglo. Madrid: Editorial Sistema.
- —(2000). Iniciación a la Sociología: La Sociedad. Madrid: UNED.
- — (2001). La sociedad dividida. Estructuras de clases y desigualdades en las sociedades tecnológicas. Madrid: Biblioteca Nueva.[8]
- — (2001). El trabajo perdido: ¿hacia una civilización postlaboral?. Madrid: Biblioteca Nueva.[9]
- — (2002). La Democracia Incompleta. El futuro de la democracia postliberal. Madrid: Biblioteca Nueva.[9]
- —(2002). Clase, estatus y poder en las sociedades emergentes (ed.). Madrid: Editorial Sistema.
- —(2002). Tendencias sociales de nuestra época. Los impactos de la revolución tecnológica (junto a Antonio García-Santesmases Martín-Tesorero). Madrid: UNED.
- —(2002). Estudio Delphi sobre tendencias económicas, políticas y sociales. Madrid: Editorial Sistema.
- —(2002). Estudio Delphi sobre tendencias científico-tecnológicas. Madrid: Editorial Sistema.
- —(2003). Tendencias en desvertebración social y política de solidaridad (ed.). Madrid: Editorial Sistema.
- —(2003). Alternativas para el siglo XXI. Madrid: Editorial Sistema.
- —(2004). Políticas económicas para el siglo XXI. Madrid: Editorial Sistema.
- —(2004). Tendencias en identidades, valores y creencias. Madrid: Editorial Sistema.
- —(2005). La paz y el derecho internacional. Madrid: Editorial Sistema.
- —(2005). Tendencias en exclusión social y políticas de solidaridad. Madrid: Editorial Sistema.
- —(2006). Las políticas de la Tierra. Madrid: Editorial Sistema.
- —(2007). Tendencias Sociales 1995-2006. Once años de cambios (junto a Verónica Díaz). Madrid: Editorial Sistema.
- —(2007). El rumbo de Europa. Madrid: Editorial Sistema.
- —(2007). Los impactos sociales de la evolución científico-tecnológica. Madrid: Editorial Sistema.
- —(2008). Tendencias de cambio de las identidades y valores de los jóvenes en España. 1995-2007 (junto a Juan José Villalón y Verónica Díaz). Madrid: INJUVE.
- —(2008). La inmigración y sus causas. Madrid: Editorial Sistema.
- —(2008). Condiciones laborales de los trabajadores inmigrantes en España. Madrid: Editorial Sistema.
- —(2008). España siglo XXI, Vol. I, La Sociedad (junto con Salustiano del Campo). Madrid: Biblioteca Nueva.
- —(2008). España siglo XXI, Vol. II, La Política (editor, junto con Salustiano del Campo). Madrid: Biblioteca Nueva.
- —(2008). Internet en las familias. Madrid: Editorial Sistema.
- —(2009). España siglo XXI. Vol. III, La Economía (editor, junto con Salustiano del Campo). Madrid: Biblioteca Nueva.
- —(2009). La calidad de la democracia. Madrid: Editorial Sistema.
- —(2009). Juventud y exclusión social. Madrid: Editorial Sistema.
- —(2009). España siglo XXI. Vol. IV, Ciencia y Tecnología (editor, junto con Salustiano del Campo). Madrid: Biblioteca Nueva.
- —(2009). España siglo XXI. Vol. V, Literatura y Bellas Artes (editor, junto con Salustiano del Campo). Madrid: Biblioteca Nueva.
- —(2010). El horizonte social y político de la juventud española (Junto a Juan José Villalón, Verónica Díaz y Vania Bravo). Madrid: Editorial Sistema.
- —(2010). La lucha contra el hambre y la pobreza (Junto con Alfonso Guerra y Sergio Tezanos). Madrid: Editorial Sistema.
- —(2010). España. Una sociedad en cambio (editor, junto con Salustiano del Campo). Madrid: Biblioteca Nueva.
- —(2010). Incertidumbres, retos y potencialidades del siglo XXI: grandes tendencias internacionales. Madrid: Editorial Sistema.
- —(2011). Estudio Delphi sobre tendencias económicas, sociales y políticas (junto a Juan José Villalón y Ainoa Quiñones). Madrid: Editorial Sistema.
- —(2012). Los retos de Europa: democracia y bienestar social. Madrid: Editorial Sistema.
- —(2012). Los nuevos problemas sociales. Madrid: Editorial Sistema.
- —(2012). Alternativas económicas y sociales frente a la crisis. Madrid: Editorial Sistema.
- —(2013). En los bordes de la pobreza. Las familias vulnerables en contextos de crisis (junto a Eva Sotomayor, Rosario Sánchez  Morales y Verónica Díaz). Madrid: Biblioteca Nueva.
- —(2013). Spain: A changing society. Madrid: Biblioteca Nueva.
- —(2013). Juventud, cultura y educación. Madrid: Biblioteca Nueva.
- —(2016). Tendencias científico-tecnológicas: Retos, potencialidades y problemas sociales. Madrid: UNED-Fundación Sistema.
- —(2017). La cuestión juvenil. ¿Una generación sin futuro?. Madrid: Biblioteca Nueva.
- —(2017). Partidos políticos, democracia y cambio social. Madrid: Biblioteca Nueva.
- —(2021). Cambios sociales en tiempos de pandemia (ed.). Madrid: CIS.
- —(2022). Pedro Sánchez: Había partido: de las primarias a la Moncloa. Madrid: Los Libros de La Catarata.

También escribió en 2011 una novela humorística, una utopía futurista llamada "La rama quebrada". Madrid: Editorial Salto de Página.